# Nadace Wikimedia
Nadace Wikimedia (oficiálně anglicky Wikimedia Foundation, Inc., zkracováno WMF) je nadace, která spravuje wiki projekty Wikipedie, Wikislovník, Wikicitáty, Wikiknihy, Wikizdroje, Wikimedia Commons, Wikicesty, Wikizprávy, Wikidruhy, Wikiverzita a další (zejména vývojářské a koordinační projekty). Byla založena dne 20. června 2003 zakladatelem Wikipedie Jimmy Walesem jako nezisková organizace podle zákonů státu Florida (USA).
Cílem nadace je podpora a rozvoj otevřených wiki projektů, a to tak, aby bylo zajištěno, že veškerý obsah těchto projektů zůstane pro uživatele a čtenáře zdarma.
V rámci založení nadace převedl Wales na nadaci také vlastnictví všech doménových jmen Wikipedie, Wikislovníku a Nupedie, včetně všech autorských práv na veškeré materiály týkající se těchto projektů, které v té době vlastnil on nebo jeho firma Bomis. Také nadaci daroval počítačové vybavení, na kterém projekty nadace běží. Firma Bomis také projektům v současné době financuje některé náklady na provoz a připojení k internetu. Zbytek finančních prostředků získává nadace na základě dobrovolného sponzorství.
Nadace Wikimedia je veřejnou dobročinnou organizací a jako taková je podle paragrafu 501(c)(3) zákona Spojených států o daních osvobozena od federální daně z příjmu. Dary této nadaci lze v USA i v dalších zemích odečíst z daní.
Jméno „Wikimedia“ navrhl v březnu 2003 Sheldon Rampton. Toto jméno je občas kritizováno pro svou podobnost s názvy Wikipedie a MediaWiki, což někdy vede k nedorozuměním.

## Projekty
Nadace Wikimedia v současnosti provozuje následující komunitní projekty:
| Logo | Název               | Adresa                  | Spuštěno     | Závazná pravidla  | Popis                                                          | Verzí |
| ---- | ------------------- | ----------------------- | ------------ | ----------------- | -------------------------------------------------------------- | ----- |
|      | Wikipedie           | wikipedia.org           | 15. 1. 2001  | NÚP, OV, ŽVV, CWN | Otevřená encyklopedie                                          | 287   |
|      | Wikislovník         | wiktionary.org          | 12. 2002     | NÚP, OV, ŽVV      | Výkladový i překladový slovník včetně etymologie či synonym    | 172   |
|      | Wikicitáty          | wikiquote.org           | 10. 7. 2003  | NÚP               | Sbírka citátů                                                  | 89    |
|      | Wikiknihy           | wikibooks.org           | 19. 7. 2003  | NÚP, OV, ŽVV      | Výukové knihy a příručky                                       | 121   |
|      | Wikizdroje          | wikisource.org          | 24. 11. 2003 | NÚP, OV, ŽVV      | Knihovna původních dokumentů a jejich překladů                 | 64    |
|      | Wikimedia Commons   | commons.wikimedia.org   | 7. 9. 2004   | pouze licenční    | Sbírka obrázků, zvuků, videí a dalších médií                   | 1     |
|      | Wikidruhy           | species.wikimedia.org   | 14. 9. 2004  | neformulována     | Adresář biologických druhů                                     | 1     |
|      | Wikizprávy          | wikinews.org            | 8. 11. 2004  | NÚP               | Zpravodajství                                                  | 33    |
|      | Wikiverzita         | wikiversity.org         | 15. 8. 2006  | NÚP               | Vzdělávací a výzkumné materiály a aktivity                     | 15    |
|      | Wikicesty           | wikivoyage.org          | 10. 12. 2006 | ne                | Cestovní průvodce                                              | 16    |
|      | Wikimedia Inkubátor | incubator.wikimedia.org | 2. 6. 2006   | neformulována     | Testování možných nových jazykových verzí stávajících projektů | 1     |
|      | Wikidata            | wikidata.org            | 30. 10. 2012 | NÚP, OV, ŽVV      | Databáze vědomostí                                             | 1     |
|      | Meta-Wiki           | meta.wikimedia.org      | 9. 11. 2001  | ne                | Koordinace ostatních projektů                                  | 1     |

## Pobočky

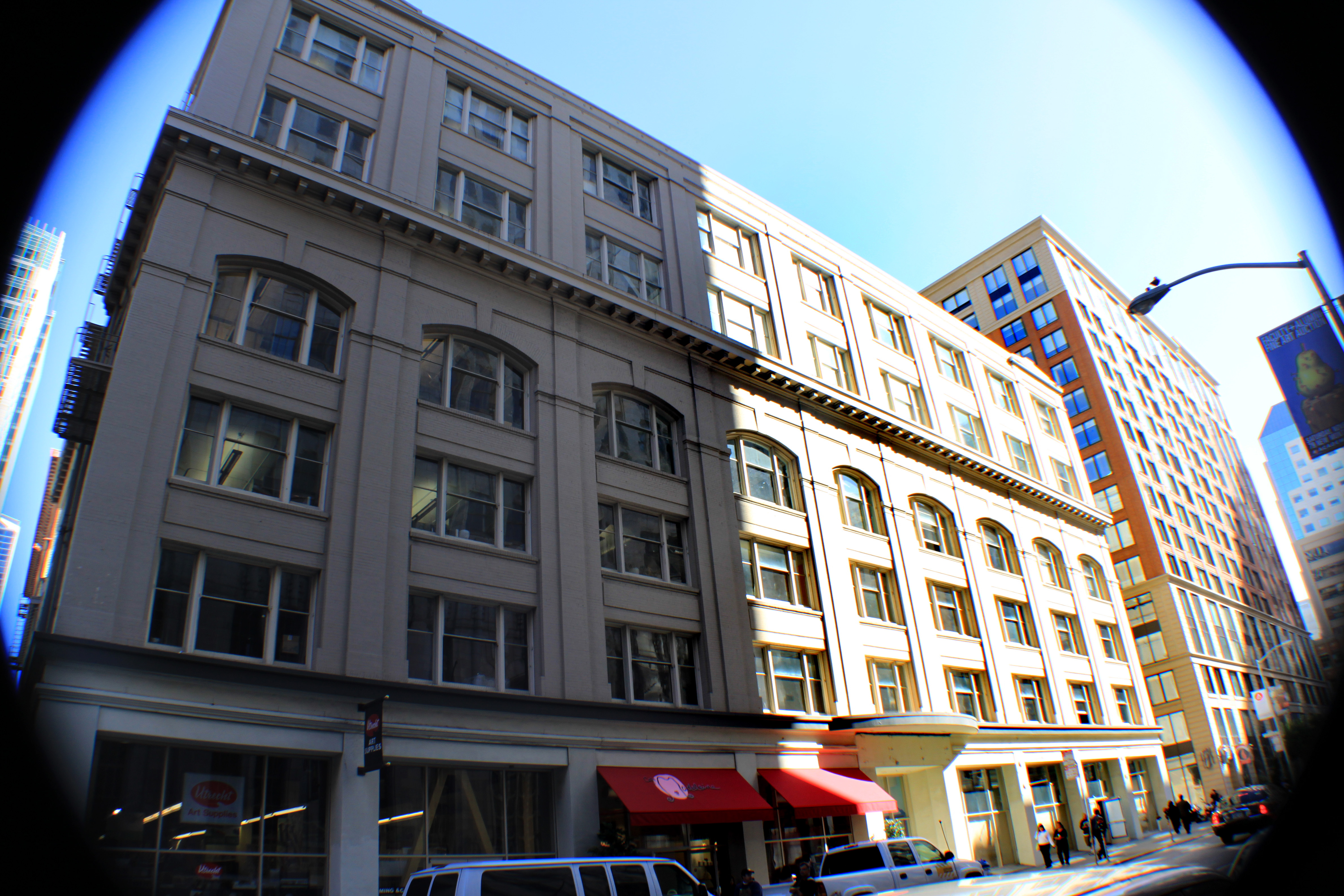
Sídlo Wikimedia Foundation (San Francisco)

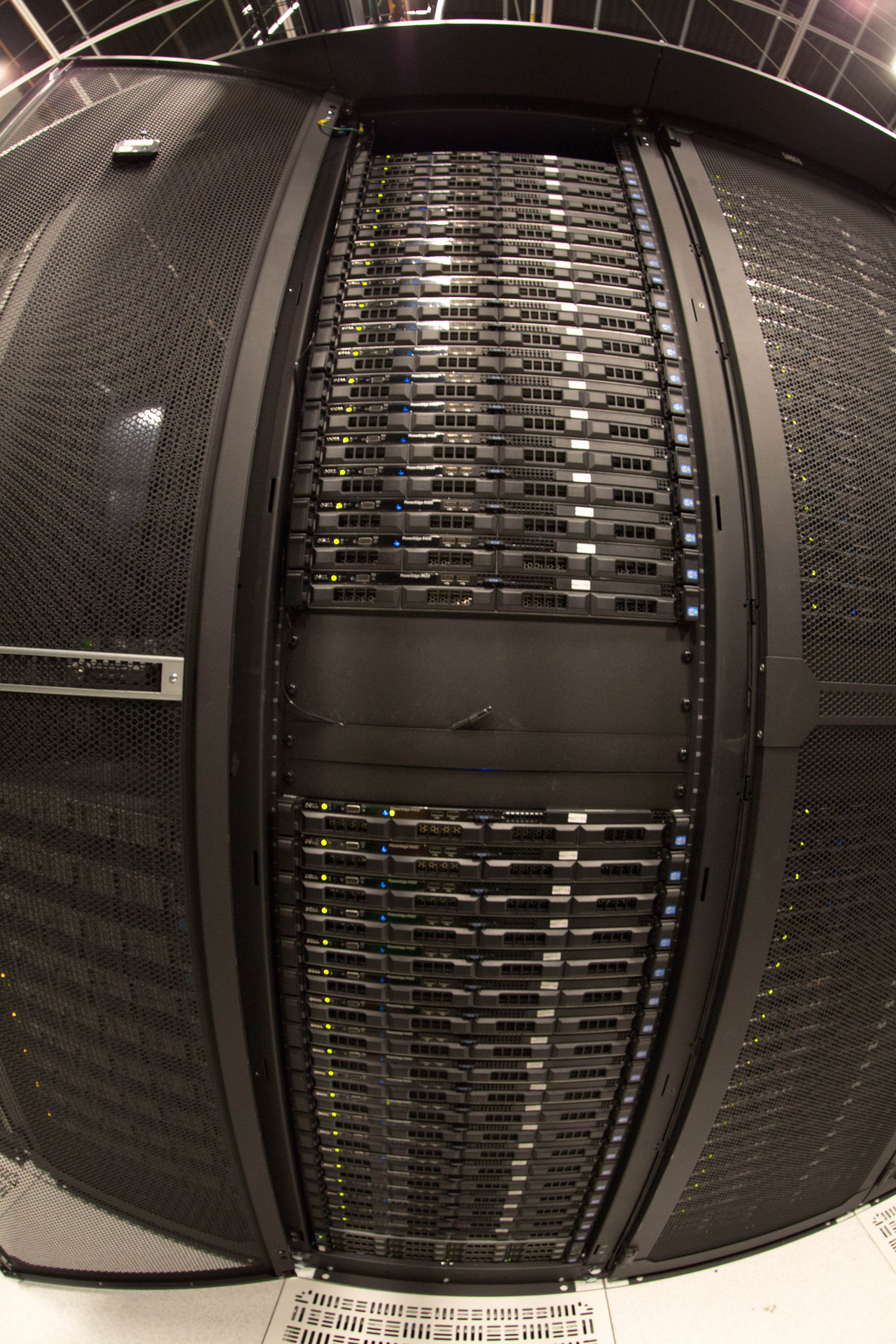
Jeden ze serverových clusterů Wikimedie (rok 2015)

Tzv. pobočky doplňují mezinárodní činnost nadace Wikimedia. Místní pobočky vznikají v různých zemích a jsou nezávislé na Wikimedia Foundation, avšak úzce s ní spolupracují a lokálně podporují její cíle. Především podporují projekty nadace, tvorbu svobodného obsahu či organizování workshopů, konferencí atd. V současné době je založeno 37 místních poboček po celém světě.
| Země               | Název                           | Adresa                                                       | Založení          |
| ------------------ | ------------------------------- | ------------------------------------------------------------ | ----------------- |
| Argentina          | Wikimedia Argentina             | www.wikimedia.org.ar                                         | 11. prosince 2007 |
| Arménie            | Wikimedia Arménie               | wikimedia.am                                                 | 26. března 2013   |
| Austrálie          | Wikimedia Australie             | wikimedia.org.au                                             | 4. března 2008    |
| Bangladéš          | Wikimedia Bangladéš             | wikimedia.org.bd                                             | 3. října 2011     |
| Belgie             | Wikimedia Belgie                | be.wikimedia.org                                             | 23. června 2014   |
| Česko              | Wikimedia Česká republika       | www.wikimedia.cz                                             | 26. února 2008    |
| Chile              | Wikimedia Čile                  | wikimediachile.cl                                            | 13. června 2011   |
| Dánsko             | Wikimedia Danmark               | www.wikimedia.dk                                             | 3. července 2009  |
| D.C.               | Wikimedia District of Columbia  | wikimediadc.org                                              | 12. září 2011     |
| Estonsko           | Wikimedia Estonsko              | ee.wikimedia.org                                             | 31. srpna 2010    |
| Finsko             | Wikimedia Finsko                | wikimedia.fi                                                 | 21. září 2009     |
| Francie            | Wikimedia France                | www.wikimedia.fr                                             | 23. října 2004    |
| Indie              | Wikimedia Indie                 | Wiki.wikimedia.in                                            | 15. června 2010   |
| Indonésie          | Wikimedia Indonesia             | wikimedia.or.id                                              | 7. října 2008     |
| Itálie             | Wikimedia Italia                | www.wikimedia.it                                             | 17. července 2005 |
| Izrael             | Wikimedia Israel                | il.wikimedia.org                                             | 6. března 2007    |
| Jižní Afrika       | Wikimedia Jihoafrická republika | wikimedia.org.za                                             | 26. března 2011   |
| Kanada             | Wikimedia Kanada                | wikimedia.ca                                                 | 24. května 2011   |
| Maďarsko           | Wikimédia Magyarország          | wiki.media.hu                                                | 3. listopadu 2008 |
| Mexiko             | Wikimedia Mexiko                | meta.wikimedia.org                                           | 3. srpna 2011     |
| Německo            | Wikimedia Deutschland           | www.wikimedia.de                                             | 13. června 2004   |
| New York City      | Wikimedia New York City         | nyc.wikimedia.org                                            | 12. ledna 2009    |
| Nizozemsko         | Wikimedia Nederland             | nl.wikimedia.org                                             | 21. září 2006     |
| Norsko             | Wikimedia Norge                 | no.wikimedia.org                                             | 3. listopadu 2008 |
| Polsko             | Wikimedia Polska                | pl.wikimedia.org                                             | 14. srpna 2005    |
| Portugalsko        | Wikimedia Portugal              | www.wikimedia.pt                                             | 3. července 2009  |
| Rakousko           | Wikimedia Österreich            | www.wikimedia.at                                             | 26. února 2008    |
| Rusko              | Викимедиа РУ                    | wikimedia.ru                                                 | 24. května 2008   |
| Slovensko          | Wikimedia Slovensko             | wikimedia.sk                                                 | 16. prosince 2011 |
| Spojené království | Wikimedia UK                    | wikimedia.org.uk                                             | 12. ledna 2009    |
| Srbsko             | Wikimedia Србије                | rs.wikimedia.org                                             | 3. prosince 2005  |
| Španělsko          | Wikimedia Španělsko             | wikimedia.es                                                 | 7. února 2011     |
| Švédsko            | Wikimedia Sverige               | se.wikimedia.org                                             | 11. prosince 2007 |
| Švýcarsko          | Wikimedia CH                    | www.wikimedia.ch                                             | 14. května 2006   |
| Tchaj-wan          | 中華民國維基媒體協會            | www.wikimedia.tw                                             | 4. července 2007  |
| Ukrajina           | Вікімедіа Україна               | ua.wikimedia.org                                             | 3. července 2009  |
| Uruguay            | Wikimedia Uruguay               | wikimedia.uy Archivováno 28. 12. 2021 na Wayback Machine.    | 12. července 2013 |
| Venezuela          | Wikimedia Venezuela             | wikimedia.org.ve Archivováno 6. 10. 2021 na Wayback Machine. | 28. října 2011    |

## Wikimedia Česká republika
V Česku sídlí spolek Wikimedia Česká republika, jehož cílem je především propagace a podpora svobodné tvorby na území České republiky se zaměřením na projekty nadace Wikimedia.